# Одинцов, Егор Михайлович
Его́р Миха́йлович Одинцо́в (род. 30 января 1991, Владимирская область) — российский кинопродюсер. Генеральный директор и сооснователь кинокомпании «Арк Пикчерс», учредитель Фонда поддержки и развития еврейского кино «Ковчег». Основатель и генеральный продюсер Московского еврейского кинофестиваля. Член гильдии продюсеров России.

## Биография
Родился 30 января 1991 года во Владимирской области в семье врачей. Окончил кадетский класс с серебряной медалью. В 2013 году окончил Московский медико-стоматологический университет с красным дипломом. Параллельно проходил обучение на факультете «Режиссура видео» Академии коммуникаций Wordshop, мастерская Юрия Грымова. В тот же период Егор вёл Киноклуб Израильского кино при Израильском культурном центре в Москве, где познакомился с режиссёром и продюсером Константином Фамом.
С 2013 года Егор выступает продюсером киноальманаха «Свидетели» режиссёра Константина Фама, куда вошли короткометражные фильмы «Туфельки», «Брут» и «Скрипка». В 2014 году для производства картины совместно с Константином Фамом основывает кинокомпанию «Арк Пикчерс». Каждая из данных картин имела фестивальный успех и выдвигалась на премию «Оскар» в категориях «Лучший короткометражный игровой фильм». Также фильмы «Брут» и «Скрипка» были номинантами на национальную кинопремию «Золотой орёл» в категории «Лучший короткометражный фильм» в 2017 и 2018 годах соответственно. Альманах был снят при поддержке Министерства культуры РФ, Федерации еврейских общин России и Российского еврейского конгресса. Фильм «Свидетели» в полнометражном формате вышел в прокат в июле 2018 года.
В 2015 году Егор Одинцов организует 1-й Московский еврейский кинофестиваль, который с этого момента проходит ежегодно. В разные годы жюри фестиваля возглавляли Александр Роднянский, Тимур Бекмамбетов, Тимур Вайнштейн и другие. В 2015 году за проведение Московского еврейского кинофестиваля Егор становится обладателем премии премии Федерации еврейских общин России «Скрипач на крыше» в номинации «Культурное событие года».
В 2018 году Егор Одинцов совместно с Константином Фамом и раввином Александром Бородой основал Фонд поддержки и развития еврейского кино «Ковчег» (Арк Фаундшейшн), с целью дальней организации еврейских кинофестивалей, а также поддержки еврейской культуры силами и средствами кинематографа. В 2019 году фонд получил поддержку Фонда президентских грантов на проведение еврейских кинофестивалей в Москве, Санкт-Петербурге и Екатеринбурге, а также создание онлайн-кинотеатра еврейского кино. В 2021 году стало известно, что Московский еврейский кинофестиваль состоится при поддержке Министерства культуры РФ.
В 2019 года выступает продюсером фильма Константина Фама «Кадиш». Мировая премьера картины состоялась на 1-м Евразийском кинофестивале в Лондоне, где картина удостоилась Гран-при. В России премьера фильма прошла на кинофестивале «Амурская осень», где картина получила два приза — за «Лучший сценарий» и «Выбор СМИ». В 2019 году фильм вошел в число претендентов на премию «Золотой глобус» в категории «Лучший фильм на иностранном языке». Картина также вошла в список претендентов на премию Национальной киноакадемии кинематографических искусств и наук России Золотой орел по итогам 2019 в номинации Лучшая режиссёрская работа. Фильм также вошел в лонг-лист премии «Оскар» в категориях «Лучшая оригинальная музыка к фильму» и «Лучшая песня».
В 2020 году выступил продюсером фильма «Конференция» режиссёра Ивана И. Твердовского, посвященного событиям Теракта на Дубровке. Мировая премьера картины состоялась на Международном Венецианском кинофестивале в программе Giornate Degli Autori (Venice Days), где картина удостоилась Специального упоминания жюри. Фильм также стал обладателем приза за лучший сценарий на кинофестивале «Кинотавр», а также стал участником и победителем других международных кинофестивалей.
В 2020 году на престижном рынке копродукции в Котбусе connecting cottbus Егор презентовал свой новый продюсерский проект, премьера которого запланирована на 2022 год.
В 2021 также выступил продюсером обучающей конференции для педагогов в рамках сетевого кинообразовательного проекта «Свидетели: Памяти Холокоста». В мероприятии приняли участие 30 педагогов общего и дополнительного образования из 30 регионов России. Партнёрами программы выступили Научно-просветительный центр «Холокост», Федерация еврейских общин России, Фонд президентских грантов и Фонд «Шоа».
В 2021 году Егор Одинцов вошёл в список 300 кинематографистов со всего мира, отобранных для участия в престижной программе Международного берлинского кинофестиваля Berlinale Talents.
Участвует в развитии фестивального движения в России, являясь Ответственным секретарём Фестивального комитета Гильдии продюсеров России.
Занимается исследовательской работой, будучи аспирантом ВГИКа.

## Фильмография
- 2022 — «Временные ограничения» (реж. Ксения Гапченко) — продюсер
- 2022 — «Из Иерусалима с любовью» (реж. Константин Фам) — продюсер
- 2022 — «Первый Оскар» (реж. Сергей Мокрицкий) — продюсер
- 2022 — «Призрачно-белый» (реж. Мария Игнатенко) — продюсер
- 2020 — «Конференция» (реж. Иван И. Твердовский) — продюсер
- 2019 — «Кадиш» (реж. Константин Фам) — продюсер
- 2019 — «Это не навсегда» (реж. Евгения Яцкина, Алена Рубинштейн) — ассоциированный продюсер
- 2018 — «Свидетели» (реж. Константин Фам) — продюсер
- 2017 — «Мой первый гонорар» (реж. Григорий Васильев) — продюсер
- 2017 — «Скрипка» (реж. Константин Фам) — продюсер
- 2017 — «Побег из комнаты 18» — ассоциированный продюсер
- 2016 — «Брут» (реж. Константин Фам) — сопродюсер
- 2012 — «Туфельки» (реж. Константин Фам) — линейный продюсер

## Награды и номинации
- «Скрипач на крыше» в номинации «Культурное событие года» (2015) — за проведение Московского еврейского кинофестиваля[16].
- За фильм «Брут»:
  - Международный скандинавский кинофестиваль 2017 (Финляндия) — Лучший среднеметражный фильм[33]
  - Золотой орёл 2017 — номинация: Лучший короткометражный фильм
  - Московский международный кинофестиваль 2016 — номинация: Приз за лучший короткометражный фильм[34]
- За фильм «Скрипка»:
  - Кинофестиваль Snake Alley Festival Of Film 2018 (США) — Лучший фильм
  - Золотой орёл 2018 — номинация: Лучший короткометражный фильм
  - Московский международный кинофестиваль 2017 — номинация: Приз за лучший короткометражный фильм[35]
- За фильм «Кадиш»:
  - Первый Евразийский кинофестиваль в Лондоне — Гран-при
- За фильм «Конференция»:
  - Рижский международный кинофестиваль 2020 (Латвия) — Лучший фильм[36]
  - Фестиваль кино Восточной Европы в Котбусе 2020 (Германия) — Лучший фильм[37]
  - Каирский международный кинофестиваль 2020 (Египет) — номинация: Лучший фильм[38]
  - Кинопремия «Белый слон» 2020 — номинация: Лучший фильм[39]

## Примечание
1. 1 2  О кинокомпании. Арк Пикчерс. arkpictures.ru. Дата обращения: 25 июля 2021. Архивировано 25 июля 2021 года.
2. 1 2 3  Одинцов Егор Михайлович. Гильдия продюсеров России. kinoproducer.ru. Дата обращения: 25 июля 2021. Архивировано 25 июля 2021 года.
3. ↑  Егор Одинцов: фото, биография, фильмография. www.vokrug.tv. Дата обращения: 25 июля 2021. Архивировано 25 июля 2021 года.
4. ↑  Егор Одинцов: чего боится продюсер? — о2тв: ОНИ. о2тв. Дата обращения: 25 июля 2021. Архивировано 25 июля 2021 года.
5. ↑  Егор Одинцов и Константин Фам: «Мы разные, я — хаос, он — структурирование». jewishmagazine.ru. Дата обращения: 25 июля 2021. Архивировано 25 июля 2021 года.
6. ↑  Короткометражка "Туфельки" поборется за номинацию на "Оскар". ria.ru. Дата обращения: 25 июля 2021. Архивировано 25 июля 2021 года.
7. ↑  Российский фильм «Брут» попал в лонг-лист премии «Оскар». lenta.ru. Дата обращения: 25 июля 2021. Архивировано 25 июля 2021 года.
8. ↑  Российская короткометражка "Скрипка" поборется за премию "Оскар". tass.ru. Дата обращения: 25 июля 2021. Архивировано 25 июля 2021 года.
9. ↑  БРУТ номинирован на «Золотого Орла». cinemaplex.ru. Дата обращения: 25 июля 2021. Архивировано 25 июля 2021 года.
10. ↑  Номинанты премии «Золотой Орел» за 2017 год. kinoacademy.ru. Дата обращения: 25 июля 2021. Архивировано 25 июля 2021 года.
11. ↑  В прокат вышел фильм о любви и войне «Свидетели». kudago.com. Дата обращения: 25 июля 2021. Архивировано 25 июля 2021 года.
12. ↑  Первый Московский еврейский кинофестиваль пройдет 14-16 июня. rg.ru. Дата обращения: 25 июля 2021. Архивировано 25 июля 2021 года.
13. ↑  АЛЕКСАНДР РОДНЯНСКИЙ НАЗНАЧЕН ПРЕДСЕДАТЕЛЕМ ЖЮРИ ЧЕТВЁРТОГО ЕВРЕЙСКОГО КИНОФЕСТИВАЛЯ. www.kino-teatr.ru. Дата обращения: 25 июля 2021. Архивировано 25 июля 2021 года.
14. ↑  Тимур Бекмамбетов возглавит жюри Московского еврейского кинофестиваля. tass.ru. Дата обращения: 25 июля 2021. Архивировано 25 июля 2021 года.
15. ↑  V Московский еврейский кинофестиваль. tass.ru. Дата обращения: 25 июля 2021. Архивировано 25 июля 2021 года.
16. 1 2  14-я церемония вручения премии Федерации еврейских общин России «Скрипач на крыше» за 5775 год. www.jewish-museum.ru. Дата обращения: 25 июля 2021. Архивировано 25 июля 2021 года.
17. ↑  О Фонде. arkfoundation.ru. Дата обращения: 25 июля 2021. Архивировано 25 июля 2021 года.
18. ↑  Российские еврейские кинофестивали. президентскиегранты.рф. Дата обращения: 25 июля 2021. Архивировано 25 июля 2021 года.
19. ↑  Итоговый протокол № 2 заседания экспертного совета... culture.gov.ru. Дата обращения: 25 июля 2021. Архивировано 25 июля 2021 года.
20. ↑  Фильм «Кадиш» вошел в список претендентов на «Золотой глобус». stmegi.com. Дата обращения: 25 июля 2021. Архивировано 28 сентября 2020 года.
21. ↑  Российско-белорусский фильм «Кадиш» стал лауреатом кинофестиваля «Амурская осень». mkisrael.co.il. Дата обращения: 25 июля 2021. Архивировано 11 мая 2021 года.
22. ↑  На номинацию в "Золотом глобусе" отобрали шесть российских фильмов. ria.ru. Дата обращения: 25 июля 2021. Архивировано 21 января 2021 года.
23. ↑  Шесть российских кинолент попали в заявку на номинацию в «Золотом глобусе». gazeta.ru. Дата обращения: 25 июля 2021. Архивировано 16 сентября 2020 года.
24. ↑  Рекомендательный список Экспертного совета за 2019 год. kinoacademy.ru. Дата обращения: 25 июля 2021. Архивировано 20 мая 2021 года.
25. ↑  Сразу шесть российских фильмов поборются за попадание в номинацию премии "Золотой глобус", это рекорд. newsru.com. Дата обращения: 25 июля 2021. Архивировано 24 июля 2021 года.
26. ↑  ‘The Whaler Boy’ Wins Venice Days Award, as ‘Ghosts’ Tops Critics’ Week. variety.com. Дата обращения: 25 июля 2021. Архивировано 25 июля 2021 года.
27. ↑  Итоги "Кинотавра": почему фестиваль в Сочи всех удивил. ria.ru. Дата обращения: 25 июля 2021. Архивировано 27 сентября 2021 года.
28. ↑  New projects from top European directors selected for connecting cottbus 2020. www.screendaily.com. Дата обращения: 25 июля 2021. Архивировано 25 июля 2021 года.
29. ↑  В Москве состоялась обучающая конференция «Свидетели: Памяти Холокоста». www.rabotnikitv.com. Дата обращения: 25 июля 2021. Архивировано 25 июля 2021 года.
30. ↑  Три кинематографиста из России вошли в программу Berlinale Talents. rg.ru. Дата обращения: 25 июля 2021. Архивировано 5 марта 2021 года.
31. ↑  Участник Berlinale Talents Егор Одинцов: «Сегодня в России сложилась хорошая конъюнктура для создания копродукционных проектов». moviestart.ru. Дата обращения: 25 июля 2021. Архивировано 25 июля 2021 года.
32. ↑  Фестивальный комитет Гильдия продюсеров России. kinoproducer.ru. Дата обращения: 25 июля 2021. Архивировано 25 июля 2021 года.
33. ↑  Фильм «Брут». witnessesproject.com. Дата обращения: 25 июля 2021. Архивировано 25 июля 2021 года.
34. ↑  Фильм о Холокосте "Брут" покажут в рамках конкурсной программы ММКФ. ria.ru. Дата обращения: 25 июля 2021. Архивировано 25 июля 2021 года.
35. ↑  Премьера фильма "Скрипка" на 39-м ММКФ. www.film.ru. Дата обращения: 25 июля 2021. Архивировано 25 июля 2021 года.
36. ↑  «КОНФЕРЕНЦИЯ» ИВАНА И. ТВЕРДОВСКОГО ПОБЕДИЛА НА РИЖСКОМ МЕЖДУНАРОДНОМ КИНОФЕСТИВАЛЕ. www.kino-teatr.ru. Дата обращения: 25 июля 2021. Архивировано 25 июля 2021 года.
37. ↑  «Конференция» Твердовского победила на кинофестивале восточноевропейского кино в Котбусе. www.afisha.ru. Дата обращения: 25 июля 2021. Архивировано 25 июля 2021 года.
38. ↑  Фильм "Конференция" получил два приза на кинофестивале в Египте. rg.ru. Дата обращения: 25 июля 2021. Архивировано 25 июля 2021 года.
39. ↑  ФИЛЬМЫ «ГЛУБЖЕ!», «ДОРОГИЕ ТОВАРИЩИ!», «КОНФЕРЕНЦИЯ» И «ПУГАЛО» НОМИНИРОВАНЫ НА «БЕЛОГО СЛОНА». www.kino-teatr.ru. Дата обращения: 25 июля 2021. Архивировано 25 июля 2021 года.